# リッチモンドの戦い
リッチモンドの戦い（リッチモンドのたたかい、英:Battle of Richmond）は、南北戦争中盤の1862年8月29日から8月30日に、南軍のハートランド攻勢（ケンタッキー方面作戦）の一部として、ケンタッキー州リッチモンド郊外、現在ではブルーグラス陸軍補給庫となっている場所周辺で行われた戦闘である。この戦闘は、南北戦争の中で南軍による最も完璧な勝利と言われることがある。

## 戦闘
南軍エドマンド・カービー・スミス中将の率いたケンタッキー攻勢の中で、パトリック・クリバーン准将がジョン・S・スコット大佐の騎兵隊を前に出して先行した。南軍の騎兵隊はリッチモンドに向かう道路をビッグヒルから北に進行している間の8月29日、北軍と騎兵と遭遇して小競り合いが始まった。午後、北軍の砲兵隊と歩兵隊が戦闘に加わり南軍の騎兵隊をビッグヒルまで後退させた。
この時この地域の北軍を指揮していたマーロン・D・マンソン准将が1個旅団にロジャーズビルまで行軍して南軍と対峙するよう命じた。その日の戦闘は、追撃する北軍が午後遅くにクリバーン隊と短時間小競り合いを行った後で終わった。その夜マンソンはその上官であるウィリアム・"ブル"・ネルソンに状況を知らせ、また別の旅団に必要となれば支援のために行軍する用意をしておくよう命じた。
カービー・スミスはクリバーンに翌朝の攻撃を命じ、直ぐにも援軍（トマス・J・チャーチル准将の師団）を派遣することを約束した。クリバーンは早朝に進発して北に向かい、キンストンを過ぎて北軍の散兵を蹴散らし、シオン教会近くにあるマンソンの前線に接近した。時間が経つにつれて、両軍に援軍が到着した。砲撃戦に続いて戦闘が始まり、南軍の協調の取れた攻撃が北軍の右翼に集中された後で、北軍が後退した。北軍はロジャーズビルに後退する過程で、古い野営地で抵抗を試みたが無駄だった。
この時点で両軍にスミスとネルソンが到着してそれぞれ指揮を執った。ネルソンはリッチモンド郊外の墓地で部隊を再招集したが、さらに壊走させられた。ネルソン達は逃亡したが、南軍は4,300名以上の北軍兵を捕獲した。北のレキシントンやフランクフォートに向かう道が南軍の自由になった。
南北戦争の歴史家シェルビー・フットはスミスが「この戦争全体でも北軍と南軍のどの将軍が成し遂げたよりもカルタゴ軍が、ローマの大軍を包囲殲滅したカンナエの戦いに匹敵するものをケンタッキー州で成し遂げた」と記した。